# 伊藤洋三
伊藤洋三（いとう ようぞう）は、日本の雲研究家、写真家。
三重県四日市市に生まれる。原田三夫の影響を受け、雲の写真を撮り続ける。気象学者の藤原咲平や和達清夫らに認められ、のちに阿部正直に師事。1951年以来、国立科学博物館などで個展を開催する。全国カレンダー展通産大臣賞などを受賞している。

## 著書
- 『雲』（気象協会、1958年）
- 『雲・春夏秋冬』（ふじ出版、1963年）
- 『雲の表情』（保育社、1974年）
- 『雲の生態』（地人書館）（"Cloud Atlas"として海外でも出版される）